# Kemični potencial
Kémični potenciál (oznaka μ) je termodinamska spremenljivka, ki meri, za koliko se poveča prosta gibbsova energija homogeno porazdeljene snovi, če se termodinamskemu sistemu dodam en mol te snovi.
Zapiše se lahko:
{\displaystyle \mu ={\frac {\mathrm {d} G}{\mathrm {d} n}}\!\,.}
Pri tem je dG sprememba proste Gibbsove energije, dn pa sprememba množine snovi.
Za razliko od proste entalpije, ki je aditivna oziroma ekstenzivna količina, je kemični potencial intenzivna količina – njegova vrednost je neodvisna od velikosti termodinamskega sistema.
Mednarodni sistem enot predpisuje za kemični potencial izpeljano enoto J/mol.